# Baltský pohár v malém fotbale 2016
Baltský pohár v malém fotbale 2016 byl druhým ročníkem baltského turnaje, který se konal v estonském hlavním městě Tallinnu, 14. srpna 2016. Účastnily se ho 3 týmy, které byly v jedné skupině a hrály systémem každý s každým. Turnaj vyhrálo podruhé za sebou Estonsko.

## Stadion
Turnaj se odehrál na jednom stadionu v jednom hostitelském městě: Infonet Stadium (Tallinn).

## Zápasy
| Tým      | Z | V | R | P | VG | IG | +/− | B |
| -------- | - | - | - | - | -- | -- | --- | - |
| Estonsko | 2 | 2 | 0 | 0 | 5  | 3  | +2  | 6 |
| Lotyšsko | 2 | 1 | 0 | 1 | 8  | 7  | +1  | 3 |
| Litva    | 2 | 0 | 0 | 2 | 3  | 6  | −3  | 0 |

| 14. srpna 2016 10:00                        |       |                                                                                          |                          |
| Litva                                       | 3 : 5 | Lotyšsko                                                                                 | Infonet Stadium, Tallinn |
| Aivydas Ruškys 12', 37' Rytis Mušauskas 23' |       | Grigorijs Stepanjuks 9' Artūrs Rucko 16' Marks Molčanovs 22' Aleksejs Lavrenovs 25', 32' | Infonet Stadium, Tallinn |

| 14. srpna 2016 11:00                       |       |                                                     |                          |
| Estonsko                                   | 4 : 3 | Lotyšsko                                            | Infonet Stadium, Tallinn |
| Vitali Leitan 4', 10', 27' Igor Ivanov 35' |       | Marks Molčanovs 2', 8' Stepan Tšernoussov 16' (vl.) | Infonet Stadium, Tallinn |

| 14. srpna 2016 12:00  |       |       |                          |
| Estonsko              | 1 : 0 | Litva | Infonet Stadium, Tallinn |
| Dmitri Vassilenko 17' |       |       | Infonet Stadium, Tallinn |